# باز تروگر
باز تروگر (به انگلیسی: Tröger's base) یک ترکیب شیمیایی با شناسه پاب‌کم ۱۹۶۹۸۱ است.